# دانيال ر. شفارتز
دانيال ر. شفارتز (بالإنجليزية: Daniel R. Schwarz)‏ هو مدرس أمريكي، ولد في 12 مايو 1941.